# Ulica Krakowska w Krośnie
Ulica Krakowska w Krośnie – ulica w Krośnie, przebiegająca przez Białobrzegi i os. Tysiąclecia. Jej przedłużeniem w kierunku Śródmieścia jest ul. I. Łukasiewicza, a w kierunku Polanki ul. ks. J. Popiełuszki.

## Obiekty znajdujące się przy ulicy Krakowskiej
- Stary Cmentarz w Krośnie
- Regionalne Centrum Kultur Pogranicza (na rogu ul. Kolejowej)